# Oliviero Rising
Oliviero Rising è un film italiano del 2007 diretto da Riki Roseo.

## Produzione
Il film, diretto da Riki Roseo su una sceneggiatura di Liliane Betti, Vadim Jean e Jurgen Wolff con il soggetto dello stesso Roseo, fu prodotto da Roseo e da Mario Di Biase per la Astra Film e girato a Calgary in Canada, nell'Oregon e a Roma dal dicembre 2005 al gennaio 2006.

## Distribuzione
Il film fu presentato il 21 novembre 2007 al Monte Carlo Comedy Film Festival e distribuito nelle sale italiane nel febbraio 2009.